# Bellum Alexandrinum
Il Bellum Alexandrinum (in lingua latina: La guerra alessandrina) è un'opera letteraria latina in 78 capitoli facente parte del Corpus Caesarianum attribuita ad Aulo Irzio, luogotenente di Gaio Giulio Cesare, sebbene tale attribuzione sia ancora oggetto di discussione. Il contenuto fornisce il resoconto della guerra civile alessandrina e della campagna pontica di Giulio Cesare.

## Contenuto
Dopo la campagna in Africa contro i pompeiani e la sua vittoria, Cesare si appresta a sanare il conflitto di potere ad Alessandria d'Egitto tra Tolomeo XIII e Cleopatra VII. Siccome Tolomeo uccise a tradimento Pompeo nel 48, adesso nel 47 a.C. Cesare decide di instaurare un rapporto amoroso/politico con Cleopatra, e di governare con lei in Egitto, nonché di avere un erede. La notizia non è accolta con favore dai pompeiani e tantomeno dagli alessandrini filo-tolemaici, e così Cesare e Cleopatra sono costretti a restare segregati nel palazzo del faraone. Cesare tuttavia dà ordine di incendiare le navi sul porto di Alessandria, per impedire sbarchi nemici e rifornimenti, da cui l'episodio del danneggiamento della preziosa Biblioteca. Vinta la battaglia di Alessandria, Cesare accusa Tolomeo di congiura contro Cleopatra e lo fa uccidere.
Nel frattempo il figlio di Mitridate VI del Ponto, Farnace II del Ponto, si organizza coi pompeiani per attaccare Cesare, ma i due eserciti alleati vengono sconfitti a Zela.